# 三門峽博物館
三門峽博物館位於中國河南省三門峽市湖濱區陝州公園内。三门峡市博物馆收藏文物15000余件，涵盖了从史前时期至宋元明清时期印证三门峡地区历史文化发展的各类实物。博物館始建于1988年4月，1991年1月1日正式对外开放。館舍為新中式建築，占地面积19800平方米，展厅面积4400平方米。
2018年9月，該舘被中国博物馆协会评为第三批国家二级博物馆。